# Poiaskî, Olevsk
Poiaskî (în ucraineană Пояски) este un sat în comuna Radovel din raionul Olevsk, regiunea Jîtomîr, Ucraina.

## Demografie
Componența lingvistică a localității Poiaskî
     Ucraineană (98,38%)
     Rusă (1,16%)
     Alte limbi (0,46%)
Conform recensământului din 2001, majoritatea populației localității Poiaskî era vorbitoare de ucraineană (98,38%), existând în minoritate și vorbitori de rusă (1,16%).